# (37781) 1997 HB13
1997 HB13 (asteroide 37781) é um asteroide da cintura principal. Possui uma excentricidade de 0.05615050 e uma inclinação de 12.17156º.
Este asteroide foi descoberto no dia 30 de abril de 1997 por LINEAR em Socorro.